# 聖約翰區 (多米尼克)

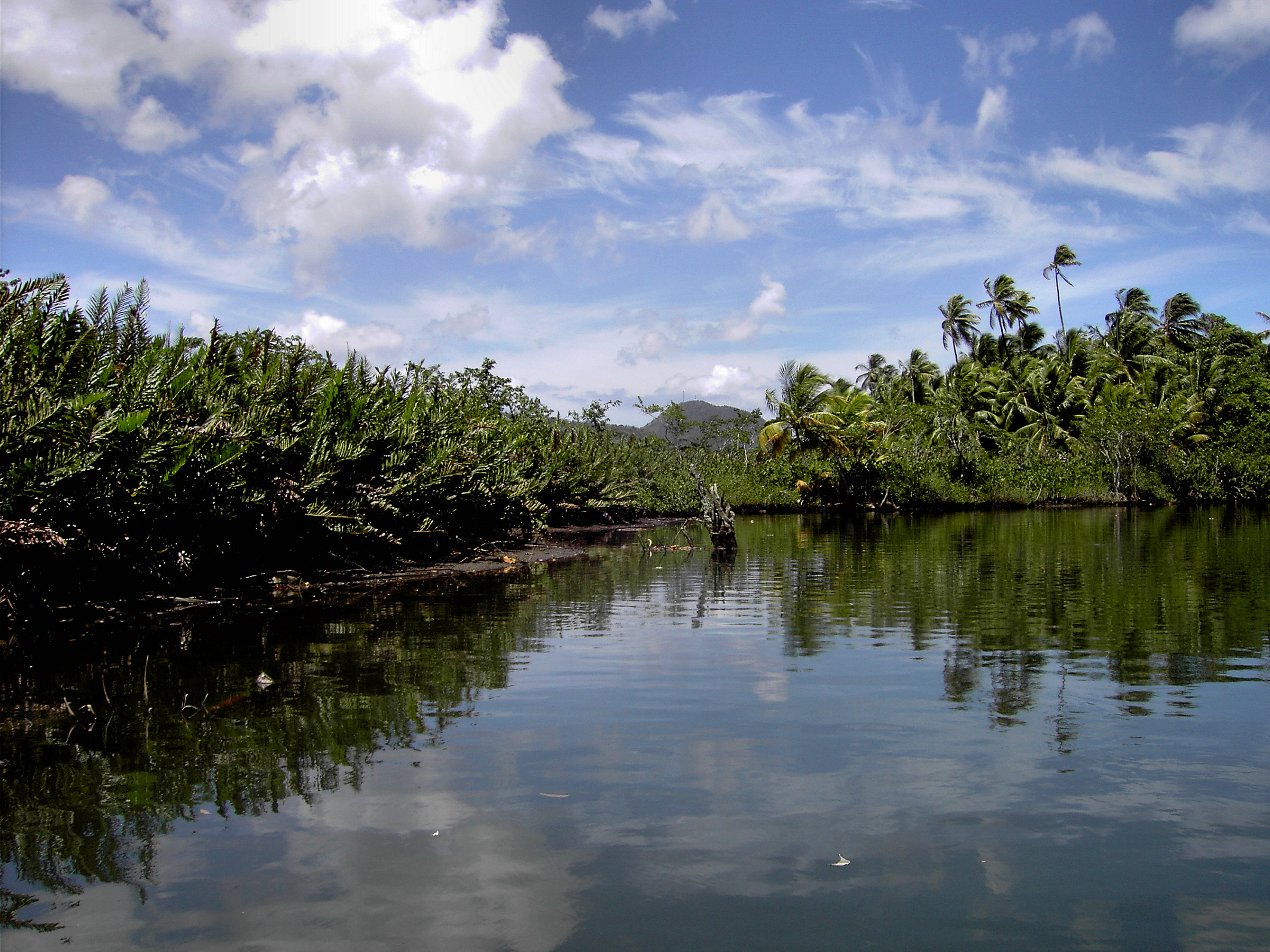

聖約翰區是中美洲國家多米尼克的10個行政區之一，位於該國西北部，北面和西面是加勒比海，東接聖安德魯區，南鄰圣彼得区，面積59.0平方公里。
2011年人口6,561，其中一半（2,977）生活在主要聚居地朴茨茅斯（多米尼克的第二大城鎮，當地人又被稱為格蘭德昂斯）。格兰威尔和Lagoon為城鎮的郊區充當。
其他聚居地包括：
- 卡普辛（瑞典语：Cape Capucin）
- 克利夫顿
- 科蒂奇（羅馬尼亞語：Cottage, Dominica）
- 图卡里（羅馬尼亞語：Toucari）
- 塔内塔内（羅馬尼亞語：Tanetane）
- 博尔纳（羅馬尼亞語：Bornes）